# Шаймарданов, Ильдар Равилович
Ильдар Равилович Шаймарданов (род. 24 ноября 1963, Казань) — советский и российский фехтовальщик. Чемпион СССР 1986—1991 годов в командном первенстве по фехтованию на рапирах. Победитель первого чемпионата России в мужской рапире (1993). Мастер спорта России международного класса (2004). Заслуженный тренер России (2013).
Окончил спортивный факультет Казанского государственного педагогического института.
С 1997 года на тренерской работе. Наибольшого успеха добился, тренируя  Камиллу Гафурзянову. На  Олимпийских играх в Лондоне та взяла серебро в командной рапире.
В настоящее время — вице-президент ФФР, старший тренер сборной команды России по резерву (женская рапира), директор СДЮШОР по фехтованию Республики Татарстан.